# Estadio Complejo La Cemento
El Holcim Arena o también conocido como Complejo La Cemento es un estadio multiusos. Está ubicado en la ciudad de Guayaquil, provincia de Guayas. Fue inaugurado en 2006. Es usado para la práctica del fútbol, Tiene capacidad para 1000 espectadores.

## Historia
Desempeña un importante papel en el fútbol local, ya que los clubes de guayaquileños como el Rocafuerte Fútbol Club hacen o hacían de local en este escenario deportivo, que participan en el Segunda Categoría del Guayas.
El estadio es sede de distintos eventos deportivos a nivel local, ya que también es usado para los campeonatos escolares de fútbol que se desarrollan en la ciudad en las distintas categorías, campeonatos barriales de la localidad.
El estadio tiene instalaciones modernas con camerinos para árbitros, equipos local y visitante, zona de calentamiento, cabinas de prensa, sala de prensa, y muchas más comodidades para los aficionados.

## Club Sport Emelec 2016
Emelec buscó potenciar su cantera e infraestructura. El presidente de la institución, Nassib Neme, confesó que están en conversaciones para “absorber” al Rocafuerte Fútbol Club, que milita en la Asociación de Fútbol del Guayas. “Será materia de una posterior información, tan pronto como el acuerdo se haya concretado. Hay interés de ambas partes para que Emelec absorba a Rocafuerte, mencionó el directivo eléctrico. Esto permitirá que Emelec se haga cargo de las escuelas, categorías formativas e instalaciones que posee el club cementero.